# Wolfgang Schadewaldt
Wolfgang Schadewaldt (Berlín, 15 de marzo de 1900 - Tubinga, 10 de noviembre de 1974) fue un filólogo alemán especializado en Germanística y filología clásica, así como traductor. Como profesor en la Universidad de Tubinga, ocupó la cátedra de Filología clásica (Gräzistik) y de Fortleben der Antike («Permanencia de la Antigüedad»).

## Biografía
Hijo de un médico, estudió en su ciudad natal, Berlín, Filología clásica, Arqueología y Germanística con Ulrich von Wilamowitz-Moellendorff y Werner Jaeger. Tras doctorarse en 1925 y tras su habilitación en 1927, dio clases como profesor extraordinario en la Universidad Humboldt de Berlín (llamada entonces Universidad Friedrich-Wilhelm). En 1928, fue llamado como profesor a la Universidad de Königsberg y en 1929 se trasladó a la Albert-Ludwigs-Universität de Friburgo, donde en 1933, bajo la influencia de Martin Heidegger, con quien había trabado amistad, temporalmente dio apoyo, como decano, al rectorado de Heidegger y a la política educativa de orientación nacionalsocialista. Pero ya en primavera de 1934 dimitió como decano y en otoño se trasladó a la Universidad de Leipzig. En 1941 regresó a Berlín. Desde 1942, Schadewaldt, como miembro de la Mittwochsgesellschaft, estuvo en contacto con personas de la resistencia. Desde 1950, enseñó en la Universidad de Tubinga, tarea que prosiguió hasta 1972, aunque ya era emérito desde 1968. Schadewaldt fue iniciador (1946) y editor del Goethe-Wörterbuch.

## Obra científica
Se considera a Wolfgang Schadewaldt uno de los más importantes filólogos clásicos alemanes y uno de los más influyentes transmisores de la literatura griega antigua en el siglo XX. Egil Anders Wyller le denominó «el maestro de los que saben». En sus obras, Schadewaldt se ocupó de todos los géneros de la poesía griega antigua, la épica griega, la lírica, el drama y asimismo de la filosofía antigua y la historiografía griega. Schadewalt marcó un hito en las investigaciones homéricas. Además de en numerosas obras sueltas, sus análisis sobre todos estos campos temáticos se encuentran en la edición, en seis volúmenes, de sus Tübinger Vorlesungen (Lecciones de Tubinga), lecciones que impartió entre 1950 y 1972.
Es digno de mención el círculo de alumnos de Schadewaldt, que forma la denominada «Escuela platónica de Tubinga» (Tübinger Platonschule). En esta línea interpretativa, internacionalmente conocida, destacan sobre todo Hans Joachim Krämer y Konrad Gaiser. Esa línea fue proseguida por el sucesor de Gaiser, Thomas A. Szlezák. Entre los discípulos de Schadewaldt se cuenta también Wolfgang Kullmann.

## Traducciones
Schadewaldt es conocido para un público más amplio, en los países de habla alemana, como traductor de la Ilíada y la Odisea de Homero, que, junto a las versiones de Johann Heinrich Voss, se consideran como las mejores traducciones al alemán de ambos poemas. A diferencia de Voß, Schadewaldt prescindió en su traducción del uso de hexámetros, lo cual justificaba como sigue: 

El griego, en la antigua lengua del epos, tiene un gran número de palabras muy largas, que ya en el griego tardío, pero sobre todo en alemán, tienen junto a sí palabras mucho más breves. (…) El traductor alemán del hexámetro, pues, termina más pronto, por norma, con el verso y, para conseguir un verso de igual longitud que el griego, necesita extenderlo y estirarlo. Tiene que añadir rellenos en alemán que no estaban, o bien acudir a otro medio para ayudarse.

Schadewaldt tradujo la Odisea (1957) en prosa; en cambio, su traducción de la Ilíada, aparecida póstumamente en 1975, utiliza verso libre. Gracias al hecho de renunciar a la estricta forma del hexámetro, Schadewaldt consigue aproximarse mucho al sentido literal de Homero, a su sintaxis y aun al laconismo del original.
Junto a las obras de Homero, Schadewaldt tradujo también, entre diversas obras, tragedias de Esquilo y Sófocles, así como los Carmina Burana. La sobresaliente labor de Schadewaldt como traductor se asoció al trabajo del director teatral Hansgünther Heyme, que llevó a la escena, en Colonia, varias de las obras traducidas por aquel.

## Premios
- Johann-Heinrich-Voß-Preis für Übersetzung (1965)

## Obras

### Como editor (selección)
- Sophokles König Ödipus: traducción y edición de W. Schandewaldt, con un epílogo y tres artículos:«Der König Ödipus des Sophokles in neuerer Deutung» (con una historia de la repercusión de la obra y referencias bibliográficas); «Shakespeares König Lear und Sophokles König Ödipus»; «Der zerbrochne Krug von Heinrich von Kleist und Sophokles König Ödipus»; Insel Taschenbuch 15 {ISBN 3-458-31715-5}.

### Monografías
- Iliasstudien (1938, 2.ª edic., 1943, 3.ª edic., 1966)
- Die Heimkehr des Odysseus (1946)
- Legende von Homer dem fahrenden Sänger (1942, 1959)
- Sophokles und das Leid (1948)
- Sappho. Dasein in der Liebe (1950)
- Griechische Sternsagen (1956)
- Hellas und Hesperien. Gesammelte Schriften zur Antike und zur neueren Literatur (1960)
- Goethe-Studien. Natur und Altertum (1963)
- Tübinger Vorlesungen
  - Vol. 1: Die Anfänge der Philosophie bei den Griechen, editado por Ingeborg Schudoma, Fráncfort del Meno, Suhrkamp, 1978
  - Vol. 2: Die Anfänge der Geschichtsschreibung bei den Griechen, editado por Ingeborg Schudoma, Fráncfort del Meno, Suhrkamp, 1982
  - Vol. 3: Die frühgriechische Lyrik, editado por Ingeborg Schudoma, Fráncfort del Meno, Suhrkamp, 1989
  - Vol. 4: Die griechische Tragödie, editado por Ingeborg Schudoma, Fráncfort del Meno, Suhrkamp, 1991

### Ensayos (selección)
- «Richard Wagner und die Griechen». En: Wieland Wagner (ed.): Richard Wagner und das neue Bayreuth. Paul List Verlag, Múnich, 1962, pp. 149-178.

### Traducciones (selección)
- Carmina Burana, 1953
- Homero: Odyssee, Hamburgo, Rowohlt, 1958
- Homero: Ilias, Fráncfort del Meno, Suhrkamp, 1975
- Sophokles: Aias, Fráncfort del Meno, Insel, 1993
- Sophokles: Antigone, Fráncfort del Meno, Insel, 1974
- Sophokles: Elektra, Fránfort del Meno, Insel, 1994
- Sophokles: Die Frauen von Trachis, Fráncfort del Meno, Insel, 2000
- Sophokles: Ödipus auf Kolonos, Fráncfort del Meno, Insel, 1996
- Sophokles: Philoktet, Fráncfort del Meno, Insel, 1999
- Sternsagen. Die Mythologie der Sternbilder, Fráncfort del Meno, Insel, 2002